# مارک گال
مارک گال (انگلیسی: Mark Gall؛ زادهٔ ۱۴ مهٔ ۱۹۶۳) بازیکن فوتبال اهل بریتانیا است.
از باشگاه‌هایی که در آن بازی کرده‌است می‌توان به باشگاه فوتبال برایتون اند هوو آلبیون اشاره کرد.